# 만화 허준 동의보감
<만화 허준 동의보감>은 허준의 동의보감을 바탕으로 만든 대한민국의 만화이다. 그림 및 구성은 정형기가 맡았다.
1996년 중앙일보에 <만화 동의보감>,1997년 문화일보에<만화 생활건강>, 2000년 국민일보에 <그림 동의보감> 등에 연재되었던 것들로 약재편과 치료편(1,2), 3권으로 되어있다.
<만화 허준동의보감>은 동양최고의 건강고전으로 인정받고 있는 <허준 동의보감>에서 현대인들에게 꼭 필요한 것들을 뽑아 일반인들도 쉽게 이해하도록 꾸며 중앙일간지에 연재 하였는데 반응이 좋았다. 특히 처음 중앙일보에 처음 연재 할 때는 <만화 동의보감>을 보기 위해서 중앙일보를 구독한다는 독자들이 있을 정도였고, 연재 도중에 독자들의 요청에 의해서 중앙일보에서 120만부의 책자를 만들어 독자들에게 배포하기도 하였다. 1996년 중앙일보에 <만화 동의보감>이 연재가 되면서 한약재를 이용한 건강식품, 건강음료 등이 많이 나오기 시작했다. <만화 허준동의보감>은 일본 ‘신간사’, 태국‘난미출판사’와 출판계약을 하였다. 약재편에 수록된 약재들은 우리들 주변에서 쉽게 접할 수 있고, 또 쉽게 구할 수 있는 것들이다.이 책에 소개된 약재들의 효능은 수천 년 동안 직접 인체를 통해 임상실험을 거쳤고, 최근에 와서 그 효능이 현대의학적으로도 입증된 것들이다. 치료편에서는 성인병에서 소아질환, 다이어트, 그 외 우리주면에서 쉽게 구할 수 있는 치료약과 효과적인 적인 치료법을 선택하여 소개하였다.